# Разжигаев, Анатолий Фёдорович
Анатолий Фёдорович Разжигаев — советский хозяйственный и политический деятель.

## Биография
Родился в 1924 году в Перми. Член КПСС.
Участник Великой Отечественной войны в составе 15-й гвардейской воздушно-десантной бригады
Окончил ЧПИ.
В 1951—1955 гг. — инженер-конструктор, начальник технологического бюро отдела главного технолога, инструктор, заместитель секретаря парткома Сталинградского тракторного завода.
В 1955—1961 гг. — начальник отдела сварочного производства, заместитель главного технолога, заместитель секретаря, секретарь парткома Челябинского тракторного завода, заведующий промышленно-транспортным отделом Челябинского горкома КПСС.
В 1961—1963 гг. — 1-й секретарь Тракторозаводского райкома КПСС города Челябинска.
В 1963—1968 гг. — второй секретарь Озерского горкома КПСС.
В 1968—1985 гг. — первый секретарь Озерского (Челябинск-40) горкома КПСС.
После 1985 г. — доцент, преподаватель ОТИ МИФИ.
Делегат XXII съезда КПСС.
Умер в 2005 году в Озёрске.

## Награды
- Орден Октябрьской Революции (1971)
- Орден Отечественной войны I степени[2]
- Орден Отечественной войны II степени (1966)
- Орден Трудового Красного Знамени (1981)
- Орден Знак Почёта (1965)